# Kanton Alençon-1
Alençon-1 is een kanton van het Franse departement Orne. Het kanton maakt deel uit van het arrondissement Alençon.

## Gemeenten
Het kanton Alençon-1 omvatte tot 2014 de volgende 17 gemeenten:
- Alençon (deels, hoofdplaats)
- Colombiers
- Condé-sur-Sarthe
- Cuissai
- Damigny
- La Ferrière-Bochard
- Gandelain
- Héloup
- Lalacelle
- Lonrai
- Mieuxcé
- Pacé
- La Roche-Mabile
- Saint-Céneri-le-Gérei
- Saint-Denis-sur-Sarthon
- Saint-Germain-du-Corbéis
- Saint-Nicolas-des-Bois

Door de herziening van de kantons bij decreet van 25 februari 2014, met uitwerking op 22 maart 2015, 
- werd een gewijzigd (nu noordelijk) deel van Alençon behouden
- werden de andere gemeenten opgenomen in het nieuwe kanton Damigny, met uitzondering van Saint-Germain-du-Corbéis dat bij het kanton Alençon-2 werd gevoegd.
- werd de gemeente Cerisé aan het kanton toegevoegd.